# 1949
Il 1949 (MCMXLIX in numeri romani) è un anno  del XX secolo.

## Eventi
- La Costa Rica, prima nazione al mondo, abolisce le forze armate.
- Viene siglato, tra rappresentanti delle istituzioni italiane e statunitensi, l'accordo segreto che costituisce l'atto di nascita della struttura clandestina detta Gladio, un'operazione di Stay-Behind della NATO. Tale accordo prevede l'utilizzo di forze militari, di corpi paramilitari, di risorse economiche e di informazioni riservate, allo scopo di avviare operazioni di guerriglia nel caso di invasione del territorio italiano da parte di truppe del Patto di Varsavia.
- USA e Gran Bretagna progettano un colpo di Stato in Albania per il rovesciamento del regime filosovietico di Enver Hoxha, tramite l'infiltrazione di guerriglieri filomonarchici dalla Grecia. Il tentativo fallisce per il doppio gioco di una spia inglese al servizio dell'Unione Sovietica, Kim Philby.
- Claude Shannon pubblica il lavoro La teoria della comunicazione nei sistemi crittografici.

### Gennaio
- 2 gennaio – Luis Muñoz Marín diventa il primo governatore di Porto Rico eletto democraticamente.
- 21 gennaio – i paesi dell'Europa dell'est creano il COMECON, patto di mutua assistenza economica sotto l'egemonia politica dell'URSS.
- 25 gennaio – prime elezioni politiche in Israele. David Ben-Gurion è eletto primo ministro.
- 27 gennaio – Roma: nella basilica di Santa Francesca Romana, il celebre attore hollywoodiano Tyrone Power sposa Linda Christian. Le nozze hanno grande risalto nella stampa popolare.

### Febbraio
- 3 febbraio – Budapest: inizia il processo contro il cardinale József Mindszenty; è accusato di spionaggio, complotto contro lo stato, contrabbando di valuta.
- 5 febbraio – negli USA il rapporto Hoffman avanza critiche durissime circa l'utilizzo dei fondi del Piano Marshall da parte dell'Italia. In effetti, una parte cospicua delle risorse (circa 15 miliardi di lire in 7 anni) viene stanziata, col celebre "Piano INA-Casa", promosso da Amintore Fanfani, per la costruzione di case popolari per i lavoratori. L'indirizzo sociale delle risorse non è gradito agli Stati Uniti, che preferirebbero una destinazione tesa all'aumento del potere d'acquisto della popolazione, per favorire l'acquisto dei prodotti industriali americani.
- 7 febbraio – Joe Di Maggio diventa il primo giocatore di baseball a guadagnare 100.000 dollari l'anno.
- 8 febbraio – Ungheria: il cardinale József Mindszenty è condannato all'ergastolo per tradimento dal governo comunista.
- 14 febbraio – il parlamento israeliano – la Knesset – si riunisce per la prima volta. Chaim Weizmann è il primo presidente di Israele.

### Marzo
- 5 marzo – Unione Sovietica: Andrej Vyšinskij sostituisce Molotov nella carica di ministro degli esteri.
- 11-20 marzo – Nel parlamento italiano si vota per l'adesione al Trattato del Nord Atlantico (NATO), chiamato anche "Patto Atlantico"; lo scontro politico è durissimo e l'opposizione dei partiti della sinistra coinvolge con proteste, scioperi e manifestazioni, la società civile.
- 31 marzo
  - Terranova e Labrador si uniscono alla confederazione canadese.
  - Karl Abarth fonda la casa automobilistica Società Abarth & C.

### Aprile
- 4 aprile – Washington: dodici stati firmano il Trattato del Nord Atlantico (NATO), entrerà in vigore il 24 agosto successivo. Dal 1952 al 1969 altri sedici stati aderiranno al patto.
- 18 aprile – con l'entrata in vigore del Republic of Ireland Act, l'Irlanda del Sud abbandona il Commonwealth e diventa repubblica indipendente.

### Maggio
- 4 maggio – tragedia di Superga: in un incidente aereo perdono la vita i 22 componenti della squadra del Torino.
- 5 maggio – il Trattato di Londra sancisce la fondazione del Consiglio d'Europa.
- 9 maggio – Principato di Monaco: il principe Ranieri III succede a suo nonno, Luigi II.
- 11 maggio
  - Il Siam assume il nome di Thailandia.
  - Bonn è dichiarata "capitale provvisoria" della Repubblica Federale Tedesca.
- 12 maggio – termina il blocco di Berlino, iniziato il 24 giugno 1948.
- 23 maggio – proclamazione della Repubblica Federale Tedesca.
- 26 maggio – in occasione della solennità dell'Ascensione, Pio XII proclama l'Anno Santo 1950.

### Giugno
- 2 giugno – la Transgiordania diventa Regno di Giordania.
- 14 giugno – a Cortemaggiore, in Italia, l'ENI scopre un ricco giacimento petrolifero; inizia l'era della gestione di Enrico Mattei che porterà l'Ente nazionale degli idrocarburi - poi Agip - a competere sul mercato internazionale con le grandi compagnie petrolifere americane (le Sette sorelle).
- 29 giugno – ha ufficialmente inizio il regime di Apartheid in Sudafrica, con la promulgazione del South African Citizenship Act.

### Luglio
- 1º luglio – Italia: viene pubblicato il decreto della Congregazione del Sant'Uffizio con cui chi è comunista, ateo o materialista non può essere assolto (è la cosiddetta Scomunica ai comunisti).

### Agosto
- 1º agosto – Italia: viene abolito il sistema di razionamento del pane e della pasta.
- 29 agosto – l'Unione Sovietica fa esplodere, nella Repubblica Socialista Sovietica Kazaka, la sua prima bomba atomica sperimentale. La notizia viene divulgata dagli USA il 22 settembre e confermata dai sovietici il 25.

### Settembre
- 11 settembre – lo scienziato e premio Nobel per la Fisica Enrico Fermi, che risiede a Chicago, torna in Italia e tiene una conferenza a Como.

### Ottobre
- 1º ottobre
  - Giappone: viene fondata la Toei Company
  - Italia: in Calabria, Puglia e Campania inizia l'occupazione delle terre non coltivate, provocando numerosi scontri tra polizia e braccianti.
  - Cina: sulla Piazza Tiananmen a Pechino viene proclamata ufficialmente la nascita della Repubblica popolare cinese; presidente è Mao Zedong, primo ministro Zhou Enlai.
- 7 ottobre – viene ufficialmente creata la Repubblica Democratica Tedesca - DDR – in risposta alla Repubblica federale.
- 16 ottobre – Nikolaos Zachariadīs, segretario generale del Partito Comunista di Grecia, annuncia il cessate il fuoco: termina la guerra civile greca.
- 28 ottobre – muore in un incidente aereo, mentre sorvolava l'Atlantico per recarsi negli Stati Uniti, il pugile francese Marcel Cerdan, ex campione mondiale dei pesi medi.

### Dicembre
- 6 dicembre – Roma: debutta il quotidiano Paese Sera, edizione pomeridiana de Il Paese.
- 9 dicembre – l'Assemblea generale delle Nazioni Unite adotta a maggioranza una risoluzione che chiede di considerare Gerusalemme come entità separata da Israele e Giordania, posta sotto il controllo delle Nazioni Unite.
- 13 dicembre – il premier israeliano David Ben-Gurion annuncia in parlamento la decisione di trasferire la Knesset (il parlamento) e gli uffici governativi a Gerusalemme nel più breve tempo possibile.
- 16 dicembre – Sukarno è eletto presidente della Repubblica di Indonesia.
- 27 dicembre – la regina Giuliana dei Paesi Bassi concede la sovranità nazionale all'Indonesia.
- 29 dicembre – la KC2XAK di Bridgeport (Connecticut) diventa la prima stazione televisiva che trasmette in UHF ad avere una programmazione giornaliera.

## Cultura
- Viene pubblicato The Intelligent Investor, saggio di tecnica degli investimenti finanziari scritto da Benjamin Graham.
- Viene pubblicato 1984 di George Orwell.
- Viene pubblicato Le voyage de Lourdes (Viaggio a Lourdes) del medico e scienziato francese Alexis Carrel (premio Nobel per la medicina nel 1912).

## Nati
Ci sono circa 3 170 voci su persone nate nel 1949; vedi la pagina Nati nel 1949 per un elenco descrittivo o la categoria Nati nel 1949 per un indice alfabetico.

## Morti
Ci sono circa 740 voci su persone morte nel 1949; vedi la pagina Morti nel 1949 per un elenco descrittivo o la categoria Morti nel 1949 per un indice alfabetico.

## Calendario
| Calendario 1949 | Calendario 1949 | Calendario 1949 | Calendario 1949 | Calendario 1949 | Calendario 1949 | Calendario 1949 | Calendario 1949 | Calendario 1949 | Calendario 1949 | Calendario 1949 | Calendario 1949 | Calendario 1949 | Calendario 1949 | Calendario 1949 | Calendario 1949 | Calendario 1949 | Calendario 1949 | Calendario 1949 | Calendario 1949 | Calendario 1949 | Calendario 1949 | Calendario 1949 | Calendario 1949 | Calendario 1949 | Calendario 1949 | Calendario 1949 | Calendario 1949 | Calendario 1949 | Calendario 1949 | Calendario 1949 | Calendario 1949 | Calendario 1949 |
| --------------- | --------------- | --------------- | --------------- | --------------- | --------------- | --------------- | --------------- | --------------- | --------------- | --------------- | --------------- | --------------- | --------------- | --------------- | --------------- | --------------- | --------------- | --------------- | --------------- | --------------- | --------------- | --------------- | --------------- | --------------- | --------------- | --------------- | --------------- | --------------- | --------------- | --------------- | --------------- | --------------- |
|                 | 1               | 2               | 3               | 4               | 5               | 6               | 7               | 8               | 9               | 10              | 11              | 12              | 13              | 14              | 15              | 16              | 17              | 18              | 19              | 20              | 21              | 22              | 23              | 24              | 25              | 26              | 27              | 28              | 29              | 30              | 31              |                 |
| Gennaio         | Sa              | Do              | Lu              | Ma              | Me              | Gi              | Ve              | Sa              | Do              | Lu              | Ma              | Me              | Gi              | Ve              | Sa              | Do              | Lu              | Ma              | Me              | Gi              | Ve              | Sa              | Do              | Lu              | Ma              | Me              | Gi              | Ve              | Sa              | Do              | Lu              |                 |
| Febbraio        | Ma              | Me              | Gi              | Ve              | Sa              | Do              | Lu              | Ma              | Me              | Gi              | Ve              | Sa              | Do              | Lu              | Ma              | Me              | Gi              | Ve              | Sa              | Do              | Lu              | Ma              | Me              | Gi              | Ve              | Sa              | Do              | Lu              |                 |                 |                 |                 |
| Marzo           | Ma              | Me              | Gi              | Ve              | Sa              | Do              | Lu              | Ma              | Me              | Gi              | Ve              | Sa              | Do              | Lu              | Ma              | Me              | Gi              | Ve              | Sa              | Do              | Lu              | Ma              | Me              | Gi              | Ve              | Sa              | Do              | Lu              | Ma              | Me              | Gi              |                 |
| Aprile          | Ve              | Sa              | Do              | Lu              | Ma              | Me              | Gi              | Ve              | Sa              | Do              | Lu              | Ma              | Me              | Gi              | Ve              | Sa              | Do              | Lu              | Ma              | Me              | Gi              | Ve              | Sa              | Do              | Lu              | Ma              | Me              | Gi              | Ve              | Sa              |                 |                 |
| Maggio          | Do              | Lu              | Ma              | Me              | Gi              | Ve              | Sa              | Do              | Lu              | Ma              | Me              | Gi              | Ve              | Sa              | Do              | Lu              | Ma              | Me              | Gi              | Ve              | Sa              | Do              | Lu              | Ma              | Me              | Gi              | Ve              | Sa              | Do              | Lu              | Ma              |                 |
| Giugno          | Me              | Gi              | Ve              | Sa              | Do              | Lu              | Ma              | Me              | Gi              | Ve              | Sa              | Do              | Lu              | Ma              | Me              | Gi              | Ve              | Sa              | Do              | Lu              | Ma              | Me              | Gi              | Ve              | Sa              | Do              | Lu              | Ma              | Me              | Gi              |                 |                 |
| Luglio          | Ve              | Sa              | Do              | Lu              | Ma              | Me              | Gi              | Ve              | Sa              | Do              | Lu              | Ma              | Me              | Gi              | Ve              | Sa              | Do              | Lu              | Ma              | Me              | Gi              | Ve              | Sa              | Do              | Lu              | Ma              | Me              | Gi              | Ve              | Sa              | Do              |                 |
| Agosto          | Lu              | Ma              | Me              | Gi              | Ve              | Sa              | Do              | Lu              | Ma              | Me              | Gi              | Ve              | Sa              | Do              | Lu              | Ma              | Me              | Gi              | Ve              | Sa              | Do              | Lu              | Ma              | Me              | Gi              | Ve              | Sa              | Do              | Lu              | Ma              | Me              |                 |
| Settembre       | Gi              | Ve              | Sa              | Do              | Lu              | Ma              | Me              | Gi              | Ve              | Sa              | Do              | Lu              | Ma              | Me              | Gi              | Ve              | Sa              | Do              | Lu              | Ma              | Me              | Gi              | Ve              | Sa              | Do              | Lu              | Ma              | Me              | Gi              | Ve              |                 |                 |
| Ottobre         | Sa              | Do              | Lu              | Ma              | Me              | Gi              | Ve              | Sa              | Do              | Lu              | Ma              | Me              | Gi              | Ve              | Sa              | Do              | Lu              | Ma              | Me              | Gi              | Ve              | Sa              | Do              | Lu              | Ma              | Me              | Gi              | Ve              | Sa              | Do              | Lu              |                 |
| Novembre        | Ma              | Me              | Gi              | Ve              | Sa              | Do              | Lu              | Ma              | Me              | Gi              | Ve              | Sa              | Do              | Lu              | Ma              | Me              | Gi              | Ve              | Sa              | Do              | Lu              | Ma              | Me              | Gi              | Ve              | Sa              | Do              | Lu              | Ma              | Me              |                 |                 |
| Dicembre        | Gi              | Ve              | Sa              | Do              | Lu              | Ma              | Me              | Gi              | Ve              | Sa              | Do              | Lu              | Ma              | Me              | Gi              | Ve              | Sa              | Do              | Lu              | Ma              | Me              | Gi              | Ve              | Sa              | Do              | Lu              | Ma              | Me              | Gi              | Ve              | Sa              |                 |

## Premi Nobel
- per la Pace: John Boyd Orr
- per la Letteratura: William Faulkner
- per la Medicina: Walter Rudolf Hess, Antonio Egas Moniz
- per la Fisica: Hideki Yukawa
- per la Chimica: William Francis Giauque